# Gesellschaft mit beschränkter Haftung

O Gesellschaft mit beschränkter Haftung (prescurtată GmbH și, de asemenea, GesmbH în Austria), care înseamnă „Societate cu răspundere limitată”, este un tip de persoană juridică foarte frecvent în Germania, Austria, Elveția (unde este echivalentă cu o Société à responsabilité limitée, societate cu răspundere limitată) și Liechtenstein. Este o entitate echivalentă în general cu societatea cu răspundere limitată din Regatul Unit și din multe țări din Commonwealth, precum și cu societatea cu răspundere limitată (LLC) din Statele Unite. Numele formularului GmbH subliniază faptul că proprietarii (Gesellschafter, cunoscuți drept membri) entității nu sunt responsabili personal pentru datoriile companiei. GmbH sunt considerate „persoane juridice” conform legislației germane, elvețiene și austriece. Alte variații includ mbH (folosit atunci când termenul Gesellschaft face parte din numele companiei în sine) și gGmbH ( gemeinnützige GmbH) pentru companiile non-profit. 
GmbH a devenit cea mai obișnuită formă de corporație din Germania, întrucât asocierea de tip AG (Aktiengesellschaft), cealaltă formă de companie majoră corespunzătoare unei societăți pe acțiuni, era complicată ca formare și funcționare până de curând.

## Istorie
Legile care guvernează acest tip de entitate juridică au fost adoptate în Germania în 1892, iar în Austria în 1906. Conceptul de răspundere limitată creat de aceste legi a inspirat instituirea legală a formei societății cu răspundere limitată în alte țări, deși conceptul unei societăți cu răspundere limitată exista deja în Regatul Unit. 

## Cerințe de formare
Este acceptat pe larg că o GmbH este formată în trei etape: fondarea asociației (care este considerată un parteneriat privat cu răspunderea deplină a partenerilor/membrilor fondatori), fondarea companiei (denumită adesea „GmbH iG”, cu „iG” pentru în Gründung – literalmente „în etapele fondatoare”, cu semnificația „în curs de înregistrare”) și,în sfârșit,  înregistrarea completă a GmbH. Doar înregistrarea societății în Registrul comercial (Handelsregister) oferă GmbH statutul juridic complet. 
Actul constitutiv și actul de asociere trebuie înregistrate notarial. Legea GmbH prezintă un conținut minim al statutului, dar este destul de comun să existe o gamă largă de reguli suplimentare în articole. 
Conform legislației germane, GmbH trebuie să aibă un capital fondator minim de 25.000 EUR (§ 5 I GmbHG), din care trebuie să se strângă 12.500 EUR înainte de înregistrarea în registrul comercial (§ 7 II GmbHG). Formarea unui consiliu de supraveghere (Aufsichtsrat) este necesară dacă compania are mai mult de 500 de angajați; în caz contrar, compania este condusă numai de către directorii de administrație (Geschäftsführer) care au procură nerestricționată pentru companie. Membrii care acționează în mod colectiv pot restricționa competența directorilor de administrație, dându-le mandate cu titlu de obligație. În majoritatea cazurilor, articolele asociației prezintă activitățile comerciale pentru care directorii trebuie să obțină consimțământul prealabil al membrilor. În conformitate cu legislația germană, o încălcare a acestor atribuții de către un director de gestionare nu va afecta valabilitatea unui contract cu un terț, dar GmbH poate transfera răspundea administratorului în cauză, responsabil pentru daune. 
Începând cu 2008, a fost introdusă o formă derivată numită Unternehmergesellschaft (haftungsbeschränkt) (engleză: „companie antreprenorială (răspundere limitată)”) sau prescurtat UG (haftungsbeschränkt). Nu necesită un capital minim de fondare și a fost introdus pentru a ajuta fondatorii companiei la înființarea unei noi companii. De asemenea, UG trebuie să-și mărească în fiecare an capitalul cu cel puțin 25% din profitul net anual (cu unele ajustări), până la atingerea minimului general de 25.000 EUR (moment în care compania își poate schimba numele în prestigiosul GmbH). În acest caz, cuvântul haftungsbeschränkt nu trebuie prescurtat. 
Întrucât o persoană juridică cu răspundere limitată asupra capitalulului a fost considerată în secolul XIX ca fiind ceva periculos, dreptul german înclude multe restricții, neobișnuite sistemelor de drept comun. O serie de tranzacții comerciale trebuie înregistrate notarial, cum ar fi transferul de acțiuni, emiterea de acțiuni și modificările de statut. Multe dintre aceste măsuri trebuie depuse la registrul societății, unde sunt verificate de judecători specializați sau de alți ofițeri judiciari. Acesta poate fi un proces obositor și care consumă timp, deoarece, în majoritatea cazurilor, măsurile dorite sunt valabile din punct de vedere legal numai atunci când sunt înscrise în registru. Procesul de fondare este costisitor; în mod normal, fondarea unei noi GmbH costă aproximativ 1000–3000 €. 
Deoarece nu există un registru central al companiilor în Germania, interpretarea legii poate fi destul de diferită între statele germane. Începând cu 2007, există un registru al companiilor centrale pe internet pentru întreaga Germanie, numit Unternehmensregister.

## Cerințe naționale
| diferențe                             | Germania        | Austria         | Elveția         | Liechtenstein   |
| ------------------------------------- | --------------- | --------------- | --------------- | --------------- |
| Capital social minim                  | € 25.000,00     | € 35.000,00     | CHF20.000,00    | CHF10.000,00    |
| Comitetul de supraveghere obligatoriu | 500 de angajați | 300 de angajați | 300 de angajați | 300 de angajați |